# Tim Johnson (réalisateur)
Pour les articles homonymes, voir Johnson et Tim Johnson.
Tim Johnson, né le 27 août 1961  à Chicago, est un réalisateur américain.

## Biographie
Tim Johnson fait ses études supérieures à l'université Northwestern et en sort diplômé en littérature anglaise. Pendant ses études, il réalise également deux films d'animation. En 1985, il est engagé par la société d'animation 3D Post Effects de Chicago. Il rejoint Pacific Data Images en 1988. En 1995, il réalise l'animation 3D de l'épisode des Simpson Simpson Horror Show VI. 
Il coréalise ensuite les films d'animation Fourmiz (1998), Sinbad : La Légende des sept mers (2003) et Nos voisins, les hommes (2006), remportant pour ce dernier l'Annie Award de la meilleure réalisation pour le cinéma. En 2010, il est producteur délégué de Dragons. 

## Filmographie

### Cinéma
- 1998 : Fourmiz (avec Eric Darnell)
- 2003 : Sinbad : La Légende des sept mers (avec Patrick Gilmore)
- 2006 : Nos voisins, les hommes (avec Karey Kirkpatrick)
- 2010 : Kung Fu Panda : Bonnes fêtes (court métrage)
- 2015 : En route !